# 毛升芳
毛升芳，字允大，号乳雪，一号质庵（质安），浙江遂安人。清朝翰林。

## 生平
拔贡生。康熙十八年（1769年）朝廷召试博学鸿词科，中式二等，授翰林院检讨。有《古获斋竹枝词》。